# Nagaarum
Nagaarum ist eine 2011 gegründete Metal- und Rock-Band.

## Geschichte
Das Projekt Nagaarum wurde 2011 von als Nachfolger des seit 2008 aktiven Projektes Pigballoon gegründet. Das einzige Mitglied Gábor „Nagaarum“ Tóth entschied sich für eine Namensänderung, da er okkultistische Elemente im Songwriting nutzen wollte, wodurch der Name Pigballoon in seinen Augen seine Daseinsberechtigung verlor. Anfänglich plante der Schlagzeuger Tóth das Projekt zu einer Band mit mehreren Musiker auszubauen, entschied sich jedoch nach einer Knieerkrankung, die ihn dazu nötigte für seinen Verbleib in der Band GuilThee das Instrument zu wechseln und das Bassspielen zu erlernen, dagegen. Seither spielt er alle Instrumente, er übernimmt ebenso den Großteil des Gesangs sowie die Gestaltung der Tonträger und Musikvideos. Seit Lombotómia greift er jedoch gelegentlich auf Gastsängerinnen zurück. Seit 2011 veröffentlichte Nagaarum jährlich mehrere Alben. Während die frühen Veröffentlichungen ausschließlich als Download über Bandcamp und über das Label NGC Prod, an welchem sich Tóth beteiligt, erschienen kooperierte das Projekt seit 2013 mit Independent-Labeln wie GS Productions, Endless Winter und Aesthetic Death Records. Im Verhältnis zu vorherigen Veröffentlichungen erhielt das 2018 über Aesthetic Death veröffentlichte Konzeptalbum Apples erhöhte Aufmerksamkeit. Dabei fielen die Kritiken mittelmäßig bis positiv aus.

## Stil
Die Musik von Nagaarum kann nicht auf einzelne Genres beschränkt werden. Der Stil variiert von Ambient und Post-Rock hin zu Doom und Black Metal. Die ersten Veröffentlichungen des Projektes orientierten sich vornehmlich am Dark Ambient. Spätere Alben kombinierten diesen Stil häufig mit Elementen des Black Metal, des Post-Metal, des Psychedelic Rock und des Funeral Doom. Manche Alben ordneten sich hingegen vollständigen einem Genre zu, so produzierte Nagaarum mit Pulzár und Gleccserek Alben die sich ausschließlich dem Dark Ambient (Pulzár) oder dem Psychedelic Rock (Gleccserek) widmeten.

## Diskografie
- 2011: Űrerdő (Album, Selbstverlag)
- 2011: Űrkert (Album, Selbstverlag)
- 2011: Nanoverzum (Album, Selbstverlag)
- 2012: Oort (Album, Selbstverlag)
- 2012: Oort II. (Album, Selbstverlag)
- 2012: Lombotómia (Album, NGC Prod)
- 2013: Kuiper (Split-Album mit Dreams After Death, GS Productions)
- 2013: Belaja tajga (Album, NGC Prod)
- 2014: Belaja tajga 2. (Album, NGC Prod)
- 2014: Eventvm Fatali (Album, NGC Prod)
- 2014: Rabies Lyssa (Album, GS Prod)
- 2015: Gleccserek (Album, Selbstverlag)
- 2016: D.I.M. (Album, Endless Winter/Outer Line)
- 2016: Pulzár (Album, Selbstverlag)
- 2017: …a mizantrópia és elidegenedés újabb értelmezései… (Split-Album mit Astru, GS Productions)
- 2017: Homo Maleficus (Album, GrimmDistribution)
- 2018: Apples (Album, Aesthetic Death Records)
- 2019: Edmond (Single, Selbstverlag)
- 2019: Templom (MC-Album, Selbstverlag)
- 2020: Covid Diaries (Download-Album, Selbstverlag)
- 2020: Liquid Tomorrow (Download-Album, Selbstverlag)